# 52 Gwardyjska Dywizja Strzelecka
52 Gwardyjska Dywizja Strzelecka (ros. 52-я гвардейская стрелковая дивизия) – związek taktyczny (dywizja) Armii Czerwonej.

## Historia i szlak bojowy
27 listopada 1942, 63 Dywizja Strzelecka otrzymała miano gwardyjskiej, jako 52 Gwardyjska Dywizja Strzelecka.
W czasie walk na „łuku kurskim” w lipcu 1943 52GwDS przemieszczała się wzdłuż szosy Obojań–Biełgorod.
W 1944 w ramach operacji nadbałtyckiej dywizja ta wyróżniła się w ofensywie na Rygę i sforsowaniu Dźwiny, za co otrzymała honorowy tytuł dywizji ryskiej.
W 1945 przeszła przez Pomorze zachodnie, przystępując do ostatecznego uderzenia na Berlin. Zdobyła Letschin, skąd weszła do stolicy Rzeszy. W ostatnich dniach wojny wzięła do niewoli 7000 żołnierzy niemieckich, za co otrzymała swój drugi honorowy tytuł – berlińska.

## Dowódcy dywizji
52 GwDS dowodzili kolejno:
| Imię Nazwisko    | Ranga         | Okres                   |
| ---------------- | ------------- | ----------------------- |
| Niestor Kozin    | pułkownik     | 27.11.1942 – 21.01.1943 |
| Iwan Niekrasow   | pułkownik     | 09.05.1943 – 17.11.1943 |
| Bogdan Kołczigin | generał-major | 25.11.1943 – 25.12.1943 |
| Nikołaj Simonow  | pułkownik     | 26.12.1943 – 23.09.1944 |
| Niestor Kozin    | generał-major | 24.09.1944 – 31.05.1945 |